# 후쿠시마정 (나가노현)
후쿠시마정(福島町)은 나가노현 니시치쿠마군에 있던 정이다. 현재의 기소군 기소정에 해당한다.

## 역사
- 1874년 11월 1일 - 후쿠시마촌이 성립하였다.
- 1889년 4월 1일 - 정촌제 시행에 의해 기소군 후쿠시마촌이 성립하였다.
- 1893년 5월 27일 - 정으로 승격해 후쿠시마정이 되었다.
- 1967년 4월 3일 - 후쿠시마정 및 신카이촌과 합병해 기소후쿠시마정이 성립하여, 동일 후쿠시마정은 폐지되었다.

## 교통

### 철도
- 일본국유철도
  - 주오 본선

### 도로
- 국도 제19호선

## 참고문헌
- 角川日本地名大辞典 20 長野県